# Meyersia minor
Meyersia minor är en rundmaskart som beskrevs av Stephen Donald Hopper 1967. Meyersia minor ingår i släktet Meyersia och familjen Oncholaimidae. Inga underarter finns listade i Catalogue of Life.